# Cieszyn (województwo zachodniopomorskie)
Cieszyn (do 1945 r. niem. Tessin) – wieś w Polsce położona w województwie zachodniopomorskim, w powiecie koszalińskim, w gminie Biesiekierz. Położone między Parnowskim Jeziorem a wzniesieniem Kikut.
Według danych z 31 grudnia 2005 r. wieś miała 100 mieszkańców.
We wsi znajduje się zespół dworsko-parkowy, na który składa się wybudowany w 1900, dwór otoczony parkiem krajobrazowym z II połowy XIX w. o powierzchni 1,2 ha, przylegającym bezpośrednio do Parnowskiego Jeziora, będącego rezerwatem ptactwa (łabędź niemy).

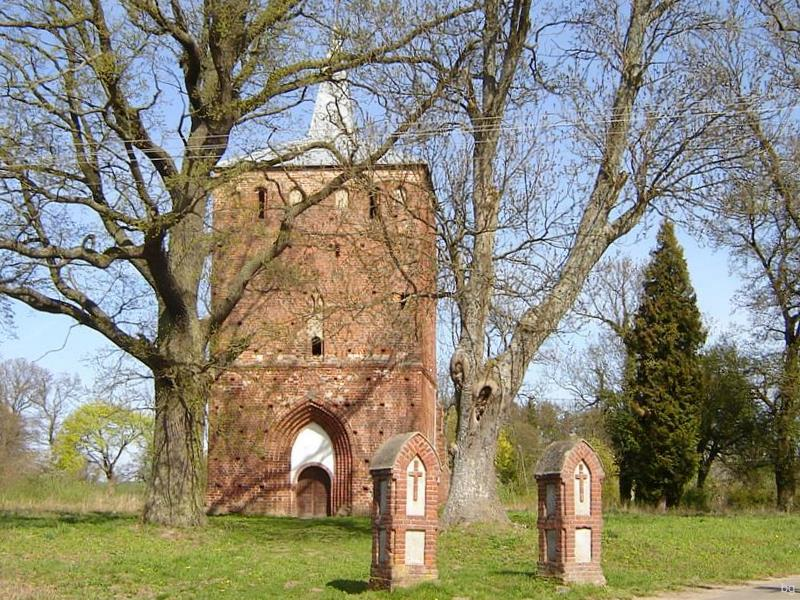
widok kościoła

W pewnym oddaleniu od dworu znajduje się kościół gotycki z XIV w. (Kościół w Cieszynie), przebudowany w wieku XIX w. Czas budowy świątyni świadczy o średniowieczny rodowodzie wsi. Obecnie z kościoła pozostała obronna wieża, w której urządzono kaplicę; natomiast reszta świątyni to ruiny.
Dokumenty z tego okresu mówią o Cieszynie jako o lennie należącym po połowie do rodu von Münchow i rodu von Heidebreck.
W czasie II wojny światowej Niemcy utworzyli we wsi podobóz pracy przymusowej obozu jenieckiego Stalag II D.